# スペイン帝国

スペイン帝国
Imperio español (スペイン語)

国の標語: Plus Ultra（ラテン語）
更なる前進国歌: Marcha Real（スペイン語）
国王行進曲
かつてスペイン帝国の一部であった全ての領土
（紫はポルトガル王国領）

| 先代 | 次代 |
| --- | --- |
| カスティーリャ王国 アラゴン連合王国 ナスル朝 ナバラ王国 ブルゴーニュ領ネーデルラント アステカ帝国 マヤ文明 インカ帝国 マギンダナオ王国 スールー王国 神聖ローマ帝国 トラスカラ王国 タラスカ王国 フランス領ルイジアナ | スペイン王国 グレートブリテン王国 ハプスブルク帝国 オランダ連邦共和国 メキシコ第一帝政 アメリカ合衆国 イギリス領アメリカ サン＝ドマング 大コロンビア共和国 ペルー共和国 チリ共和国 ボリビア共和国 リオ・デ・ラ・プラタ連合州 赤道ギニア共和国 フィリピン第一共和国 ドイツ領ニューギニア |

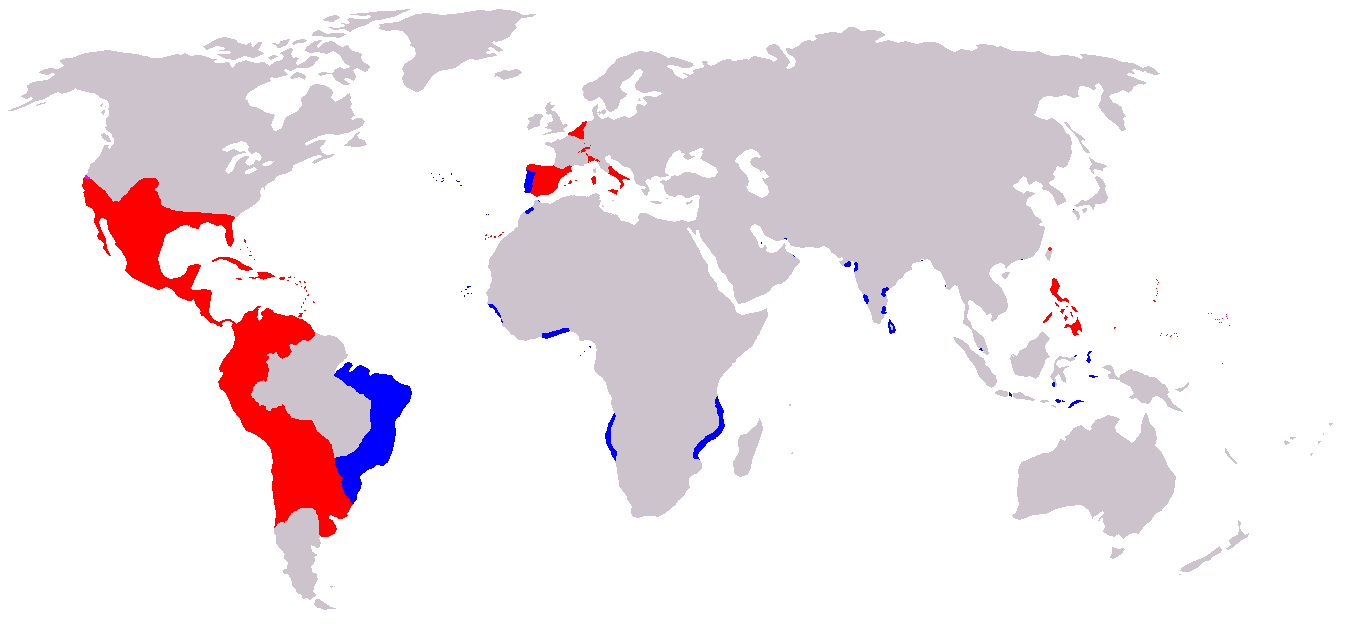
黄金の世紀におけるスペイン帝国（赤はスペイン王国、青はポルトガル王国）の領土、植民地、属領（1580年 - 1640年）

スペイン帝国（スペインていこく、西: Imperio español）は、スペインとその植民地・属領などの総称である。カスティーリャ王国とアラゴン王国の合併によって成立したスペイン王国がナスル朝グラナダ王国を滅ぼし、イベリア半島からイスラーム勢力を一掃した1492年以降、1898年の米西戦争に敗北して、ほぼ全ての海外植民地を失うまでの期間を指す。「帝国」の名称はその広大な統治領域に由来する。君主号（皇帝）とは無関係である。1868年から1874年は革命政権の支配の下で、国王は空位となり、やがて共和制に移行した。
とりわけ、16世紀中盤から17世紀前半までの約80年間はスペインが史上最も繁栄した時期であり、黄金世紀（Siglo de oro）と呼ばれている。スペイン君主のカルロス1世が神聖ローマ帝国皇帝に即位した際には、ヨーロッパにも本国以外の広大な領土を持つなど、その繁栄の様は「太陽の沈まない国」と形容された。

## 概要
長らく分裂状態にあったイベリア半島であったが、カトリック両王の下で統合を果たしたスペイン王国が1492年にグラナダを陥落させてナスル朝を滅ぼし、レコンキスタを完成させた。その後、スペインは国力を蓄えていき、1519年には国王カルロス1世が皇帝カール5世として即位し、ハプスブルク家の全盛期を迎えるに至る。
この時代、スペインは「アメリカ大陸の発見」によって新たな領土を獲得し、国家としても隆盛を極めていた。1521年にアステカ王国を、1532年にはインカ帝国を滅ぼし、アメリカ大陸はそのほとんどがスペインの植民地となっていた。
「帝国」スペインはフェリペ2世の在位中に最盛期を迎えた。1580年から1640年にかけて王朝連合によってスペイン王がポルトガル王も兼ねるようになり（イベリア連合）、中南米やアジア・アフリカ沿岸に点在するポルトガルの海外植民地を獲得した。また、ヨーロッパではネーデルラントや南イタリア（シチリア王国、ナポリ王国）などを属領とし、フィリピンなどの従来植民地と併せた広大な領土を統治する大国となった。しかし、その治世は多難であり、イタリア戦争、宗教改革、第一次ウィーン包囲といった脅威にさらされ、プレヴェザの海戦、アルマダ海戦での敗北など、衰退の兆しも現れ始めていた。1588年のアルマダ海戦にて、スペインの無敵艦隊がイングランド海軍に敗れると、スペインの衰退は顕著になっていった。イングランドはこの後急速に国力を高め、17世紀後半から史上最大の帝国であるイギリス帝国へと発展していった。
その後のスペインは衰退の一途を辿り、1640年にはポルトガルが独立する（ポルトガル王政復古戦争）。八十年戦争の結果、ネーデルラント連邦共和国（オランダ）も独立を確保する。さらに三十年戦争に介入するが敗退し、1659年にフランスと不平等条約であるピレネー条約を締結し、スペインの黄金世紀は終焉を迎えた。ただ、スペインの植民地は成長を続け、19世紀まで続く植民地帝国としての地位を維持し続けた。
17世紀末にはスペイン・ハプスブルク家が断絶し、王位継承問題のこじれからスペイン継承戦争が始まった。この戦争は12年に及び、戦後処理としてイギリスにジブラルタルとフロリダを譲るなど、スペインの影響力は著しく低下した。カルロス3世（在位：1759年 - 1788年）の時代に一定の中興が成されたものの、イギリス、フランス、オランダなどの新興勢力の後塵を拝することとなった。それでもアメリカ独立戦争におけるスペインの躍進は、スペインの強国としての活気を取り戻した印象をスペイン人に抱かせることとなった。しかしこの結果、新世界においてはアメリカ合衆国の独立によって、スペインによる植民地支配からの脱植民地化の時代へと転換していく契機となった。皮肉にもスペイン本国からの独立を志向した旧植民地の多くが、かつてスペインが独立を助けたアメリカ合衆国を参考とした新国家モデルを模索するようになる。
その後は、ナポレオン・ボナパルト率いるフランス帝国の侵攻（ナポレオン戦争）とボナパルト家による王位の奪取、フランスによる占領に抵抗するスペイン独立戦争、1820年のリエゴ革命による王政の一時廃止と、それまでの混乱に乗じたスペイン領インディアス植民地の相次ぐ実質的独立など、スペインは苦難の歴史を迎えることとなる。
1868年のスペイン9月革命、1873年のスペイン第一共和政成立を経て、1874年にスペインは王政復古を果たすが、1898年に勃発した米西戦争でアメリカ合衆国に敗北し、パリ条約によってカリブ海域ではキューバの独立、アメリカ合衆国へのプエルトリコ割譲、太平洋地域ではアメリカへのフィリピン割譲、米・独によるミクロネシア諸島分割により残された海外植民地のほぼ全てを失った。
こうして19世紀末までに、かつての「世界帝国」スペインの遺産はそのほとんどが失われてしまった。これ以後、スペインはわずかに残された植民地はアフリカにある4つの領土のみで、北アフリカにあるスペイン領西アフリカに属するスペイン領サハラ（西サハラ）とイフニ、ギニア湾沿岸にあるスペイン領ギニアに属するフェルナンド・ポー島(ビオコ島)とリオムニだけであった。この4つの領土は1959年以降の一時期フランシスコ・フランコ独裁政権の間にアフリカのスペインの県の地位を得られていた。北アフリカの植民地スペイン領サハラの維持・拡大を、長年の隣国でもあり盟友でもあるフランスとの提携を通じて模索していくことになる。1975年のマドリード協定によって、そのスペイン領サハラも放棄された。イフニは1969年にモロッコに譲渡した。スペイン領ギニアのフェルナンド・ポー島とリオムニは1778年から1956年まで植民地と見なされていた。フェルナンド・ポー島とリオムニは1959年に県となり、1964年にそれぞれ自治権が与えられていた。1968年にフェルナンド・ポー島とリオムニは統合して赤道ギニア共和国として独立した。